# 埃里克 (大西洋卢瓦尔省)
埃里克（法語：Héric，法語發音：[eʁik] ⓘ）是法国大西洋卢瓦尔省的一个市镇，位于该省中北部，属于沙托布里扬-昂斯尼区。

## 地理
埃里克（47°24'45"N, 1°39'6"W）面积73.93 平方千米，位于法国卢瓦尔河地区大区大西洋卢瓦尔省，该省份为法国西北部沿海省份，位于布列塔尼半岛东南部，北起伊勒-维莱讷省，西北接莫尔比昂省，西临大西洋，南至旺代省，东临曼恩-卢瓦尔省。
与埃里克接壤的市镇（或旧市镇、城区）包括：布兰、卡松、格朗尚德方丹、埃德尔河畔诺尔、荒地圣母镇、萨夫雷、拉舍瓦勒赖。
埃里克的时区为UTC+01:00、UTC+02:00（夏令时）。

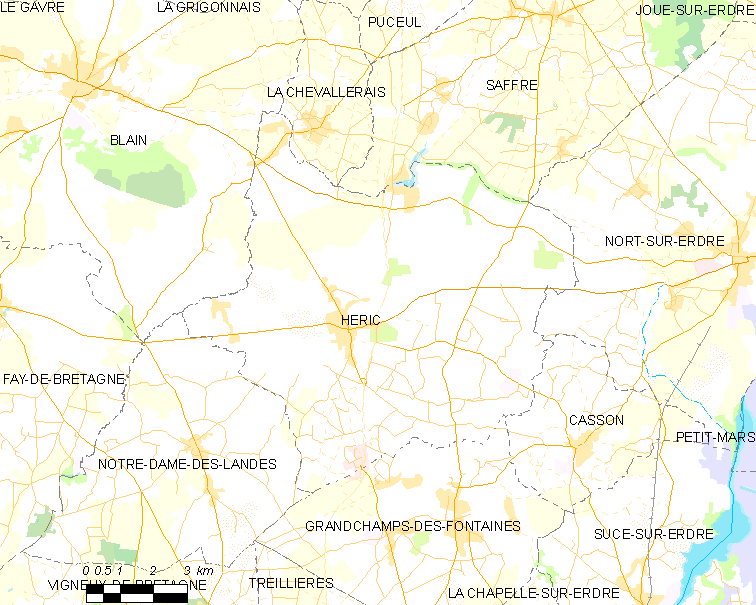
埃里克的OSM定位图

## 行政
埃里克的邮政编码为44810，INSEE市镇编码为44073。

## 政治
埃里克所属的省级选区为埃德尔河畔诺尔县。

## 交通
法国国道N137线（高等级公路）纵观南北并设出入口，大西洋卢瓦尔省省道D16线、D37线、D39线、D132线和D164线经过境内。

## 人口

1962-2008年间埃里克人口变化图示

埃里克于2022年1月1日时的人口数量为6528人。